# مارك جيفرسون (جغرافي)
مارك جيفرسون (بالإنجليزية: Mark Jefferson)‏ هو جغرافي أمريكي، ولد في 1863، وتوفي في 8 أغسطس 1949.